# Alminar de Salares
El alminar de Salares es un alminar ubicado en la localidad española de Salares, en la provincia de Málaga.

## Descripción
La torre se encuentra en la localidad malagueña de Salares, en Andalucía.
Constituye una notable muestra de arte almohade en la península ibérica. Fue construido entre los siglos XIII y XIV en ladrillo rojo y formó parte de la mezquita que antaño estuvo situada en dicho lugar.
Fue declarado monumento histórico-artístico, de carácter nacional, el 16 de noviembre de 1979, mediante un real decreto publicado el 18 de enero de 1980 en el Boletín Oficial del Estado. En la actualidad cuenta con el estatus de Bien de Interés Cultural.